# Erich Unverfähr

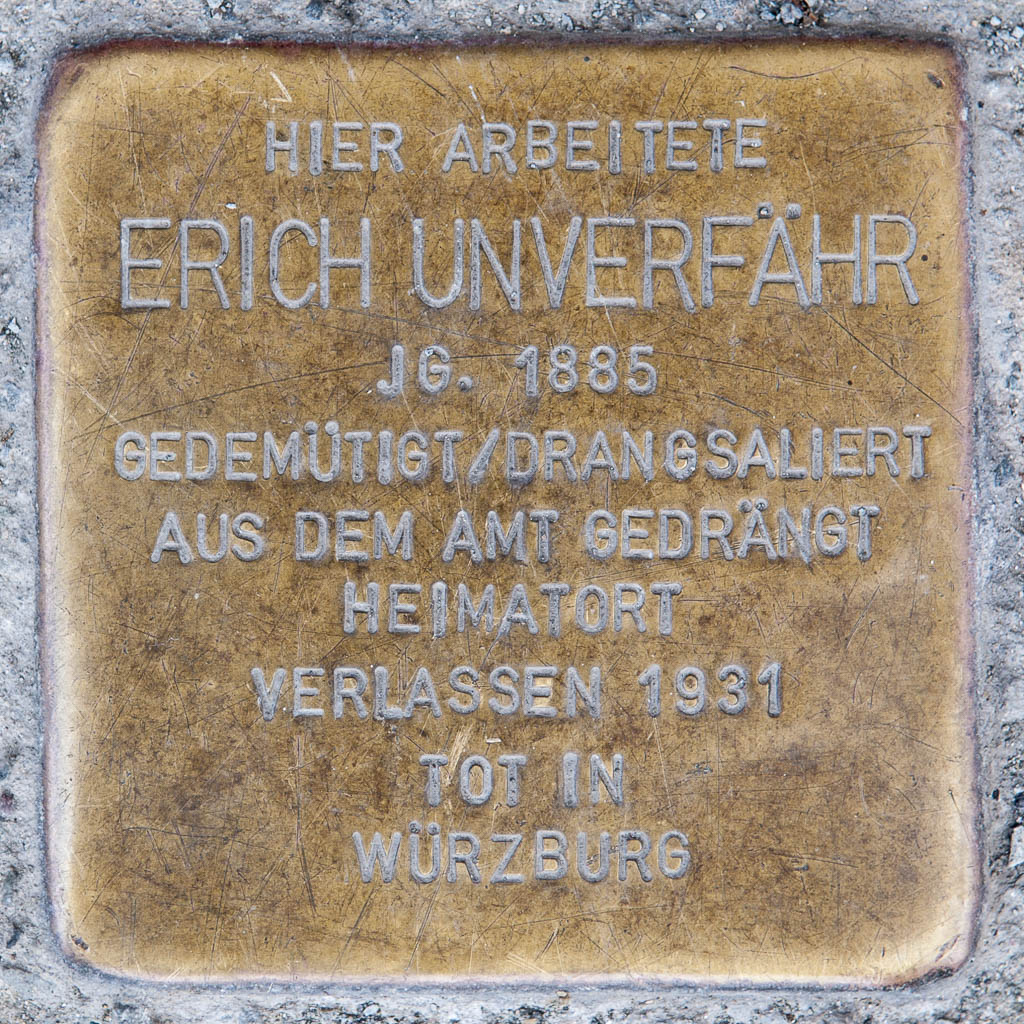
Stolperstein in Coburg für Erich Unverfähr

Erich Unverfähr (* 12. Mai 1885 in Lichterfelde bei Berlin; † 22. Februar 1946 in Würzburg) war ein deutscher Jurist und Politiker. Er war Bürgermeister von Coburg (1924–1931).

## Leben
Als Sohn eines Kanzleirats geboren, studierte Unverfähr nach dem Besuch des Gymnasiums in Berlin-Lichterfelde Rechtswissenschaften in Jena und Berlin. Während seines Studiums wurde er 1904 Mitglied der Burschenschaft Arminia auf dem Burgkeller. Nach seinem Examen und Referendariat am Kammergericht wurde er 1912 Gerichtsassessor, wechselte dann aber 1914 in die Kommunalverwaltung und wurde Ratsassessor in Treptow. Von 1916 bis 1919 wirkte er als Senator in Gotha, dann als Zweiter Bürgermeister von Arnstadt.
Unverfähr bewarb sich in Coburg am 25. Mai 1924 bei der Wahl des Ersten Bürgermeisters. Er hatte die Mehrheit der Stimmen, aber nicht die absolute Mehrheit bekommen. Daher lag die Entscheidung beim Coburger Stadtrat. Der wählte ihn am 4. Juni 1924 in einer Stichwahl mit 14:13 Stimmen zum Ersten rechtskundigen Bürgermeister. Er war parteilos und Gegner des Nationalsozialismus. Seit August 1930 hatte die NSDAP die Mehrheit der stimmberechtigten Mitglieder des Stadtrates. Am 1. Juli 1931 versetzte der Coburger Stadtrat Unverfähr in den vorläufigen Ruhestand bis 1934.
Am 22. Februar 1946 starb Unverfähr in Würzburg infolge Gelbsucht. Zuletzt war er dort als Wirtschaftstreuhänder tätig.
Seit 2009 erinnert ein Stolperstein in Coburg an ihn.